# Culex pseudovishnui
Culex pseudovishnui är en tvåvingeart som beskrevs av Donald Henry Colless 1957. Culex pseudovishnui ingår i släktet Culex och familjen stickmyggor. Inga underarter finns listade i Catalogue of Life.